# Cleora inusitata
Cleora inusitata là một loài bướm đêm trong họ Geometridae.